# Whole World Is Watching
«Whole World is Watching» es un sencillo de la banda neerlandesa Within Temptation de su sexto álbum de estudio Hydra.Fue lanzado en Polonia como el tercer sencillo del álbum el 22 de enero de 2014 y estaba programado para tener su versión principal el 21 de febrero. La canción cuenta con dos versiones de voces invitadas, Dave Pirner de Soul Asylum y Piotr Rogucki de la banda Coma para la versión polaca de Hydra.

## Lista de canciones
| Main version |                                                     |          |  |
| N.º          | Título                                              | Duración |  |
| 1.           | «Whole World Is Watching» (featuring Dave Pirner)   | 4:03     |  |
| 2.           | «Whole World Is Watching» (featuring Piotr Rogucki) | 4:01     |  |
| 3.           | «Keep on Breathing» (Demo versión)                  | 3:02     |  |
| 4.           | «One Of Those Days» (Demo versión)                  | 2:31     |  |

| Polish version |                                                     |          |  |
| N.º            | Título                                              | Duración |  |
| 1.             | «Whole World Is Watching» (featuring Piotr Rogucki) | 4:01     |  |

## Posicionamiento
| Gráfica(2014)                               | Pico de posición |
| ------------------------------------------- | ---------------- |
| Bélgica (Flandes) (Ultratip Bubbling Under) | 9                |
| Polonia (Polish Airplay Top 100)            | 16               |